# Казе Требио (Римини)
Казе Требио је насеље у Италији у округу Римини, региону Емилија-Ромања.
Према процени из 2011. у насељу је живело 209 становника. Насеље се налази на надморској висини од 19 м.